# Formica rediana
Formica rediana é uma espécie de formiga do gênero Formica, pertencente à subfamília Formicinae.